# Kanton Salinas (Ecuador)
Der Kanton Salinas befindet sich in der Provinz Santa Elena im Westen von Ecuador. Er besitzt eine Fläche von etwa 68 km². Im Jahr 2022 lag die Einwohnerzahl bei rund 86.800. Verwaltungssitz des Kantons ist die Stadt Salinas mit 34.719 Einwohnern (Stand 2010).

## Lage
Der Kanton Salinas liegt an der Pazifikküste im Südwesten der Santa-Elena-Halbinsel.
Der Kanton Salinas grenzt im Osten an den Kanton La Libertad sowie im Südosten an den Kanton Santa Elena. Ansonsten ist das Kantonsgebiet vom Meer umgeben.

## Verwaltungsgliederung
Der Kanton Salinas ist in die Parroquias urbanas („städtisches Kirchspiel“)
- Carlos Espinosa Larrea
- General Alberto Enriquez Gallo
- Santa Rosa
- Vicente Rocafuerte

und in die Parroquias rurales („ländliches Kirchspiel“)
- Anconcito
- José Luis Tamayo (Muey)

gegliedert.

## Geschichte
Der Kanton Salinas entstand 1937 aus Teilen des Kantons Santa Elena. Im Jahr 1993 wurde der neue Kanton La Libertad aus dem Kanton Salinas ausgegliedert.
Entwicklung der Einwohnerzahl im Kanton Salinas bei landesweiten Volkszählungen zum jeweiligen Gebietsstand:
| Jahr                    | Einwohner | +/-    |
| ----------------------- | --------- | ------ |
| 1950                    | 15.155    | –      |
| 1962                    | 25.498    | 68,2 % |
| 1974                    | 44.083    | 72,9 % |
| 1982                    | 67.941    | 54,1 % |
| 1990                    | 85.542    | 25,9 % |
| 2001                    | 49.572    | −42 %  |
| 2010                    | 68.675    | 38,5 % |
| 2022                    | 86.801    | 26,4 % |
| Datenherkunft: Wikidata |           |        |

## Ökologie
Die Landspitze sowie das Seegebiet vor der Küste des Kantons gehören zum Schutzgebiet Reserva de Producción de Fauna Marino Costera Puntilla de Santa Elena.